# Planchette (Luftfahrt)
Als Planchette (n.) – auch in der Schreibweise Planschett (vom russ. планшет: Messtischblatt) – wurde bei den Luftstreitkräften der NVA eine Art Feldbuchrahmen (Klemmbrett) bezeichnet, auf dem vom Navigator auf einer Karte, über der eine dicke  Klarsichtfolie befestigt war, mit einem Fettstift einen Kurs einzeichnen konnte. Die Farbe konnte leicht entfernt und das Planchette erneut benutzt werden. Heute wird für ähnliche Navigationshilfsmittel meist die Bezeichnung Kniebrett benutzt.

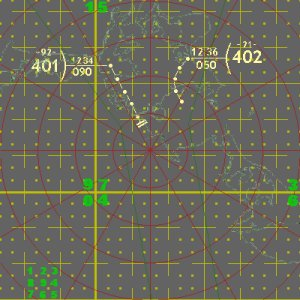
Luftlagekarte, wie sie in der NVA üblich war

Das Planchette wurde überwiegend in horizontaler Lage genutzt. Das hatte in Stäben und Gefechtsständen den Nachteil, dass der Zeichner („Plotter“) sich bei einer Änderung zwischen die Stabsoffiziere drängen musste.
Deshalb wurde aus dem Planchette die Luftlagekarte entwickelt, die oft (obwohl unkorrekt) noch als Planchette bezeichnet wurde. Eine senkrechte Platte aus Piacryl wurde vor einem dunklen Hintergrund aufgestellt. Diese Platte wurde durch Leuchtröhren nach dem Prinzip eines Glasfaserkabels von der Seite beleuchtet (siehe Flutlicht), so dass die Auftragungen mit dem Fettstift leuchteten. Der Planzeichner stand dahinter und musste die Zielzeichen („Plots“) daher in Spiegelschrift antragen und ständig aktualisieren. Von vorn war die Kodierung in Koordinaten des Flugmeldenetzes und/oder der Maßstab aufgezeichnet.